# 요나스 블릭스트
요나스 블릭스트(영어: Jordan Spieth, 1984년 4월 24일 ~ )는 스웨덴의 골프 선수이다.